# Hàng không năm 1992
Đây là danh sách các sự kiện hàng không nổi bật xảy ra trong năm 1992:

## Chuyến bay đầu tiên
Tháng 3
- 26 tháng 3 - Saab 2000

Tháng 4
- Sikorsky Cypher

Tháng 7
- 8 tháng 7 - Bede BD-10

Tháng 8
- 20 tháng 8 - HAL Dhruv

Tháng 11
- 2 tháng 11 - Airbus A330

Tháng 12
- 18 tháng 12 - McDonnell Douglas MD 900